# Луперкилла
Луперкилла (225 или 226 год — 233 год) — святая дева Римская. День памяти — 14 июля; в Кродо  — во второе воскресение июля.
Святая Луперкилла относится к катакомбным мученикам, о которых мало что известно. Считается, что она была из христианской семьи консула Паммахия (Pammachio), состоявшей из 42 человек и принявшей мученическую смерть в 233 году, во время правления императора Александра Севера.
Анализ мощей показал, что Луперкилла была маленькой девочкой, примерно 7 или 8 лет.

## Почитание
Мощи святой были обретены в римских катакомбах св. Каллиста, что на Аппиевой дороге, в 1819 году, после чего перенесены в храм св. Стефана в г. Кродо.